# Belice
Belice (syc. Bèlici) – rzeka o długości 107 km, w zachodniej Sycylii we Włoszech. 
Od swojego głównego źródła niedaleko Piana degli Albanesi, płynie na południowy zachód przez ok. 45,5 km jako Belice Destra (Prawa Belice) aż do momentu, kiedy łączy się ze swoją drugą odnogą o długości 42 km Belice Sinistro (Lewa Belice), która swoje źródła bierze z rozlewiska Rocca Busambra. Właściwa Belice płynie przez następne 30 km aż do ujścia do Morza Śródziemnego na wschód od miejsca, gdzie znajdowała się starożytna greckiej osada Selinus. W czasach klasycznych rzeka zwana była Hypsas.